# Universidade Federal de Santa Maria
Universidade Federal de Santa Maria (engelska: Santa Maria Federal University) är ett universitet i Brasilien. Det ligger i kommunen Santa Maria och delstaten Rio Grande do Sul, i den södra delen av landet, 1 700 km söder om huvudstaden Brasília.